# Sapajus flavius
Sapajus flavius (лат. ) — вид приматов семейства цепкохвостых обезьян, обитающих в Южной Америке.

## Описание
Шерсть золотистая, окрас равномерный по всему телу. Макушка более светлая, конечность тёмные. Лицо тёмно-розовое. Длина тела около 25—40 см, вес взрослого животного 2—3 кг.

## Распространение
Ареал ограничен небольшими участками на атлантическом побережье Бразилии в штатах Парайба и Пернамбуку, а также в штате Алагоас на северо-востоке страны.

## Классификация
Вид был описан в 1774 году Иоганном Шребером под именем Simia flavia, однако достаточно долго не удавалось получить образец животного, пока в 2006 году не вышло описание неотипа. Авторы работы подтвердили описание, сделанное Шребером, и присвоили виду новое название, Cebus flavius. В том же году был описан похожий вид, Cebus queirozi,, впоследствии признанный синонимом Cebus flavius.
В 2011 году несколько видов из рода Cebus, включая Cebus flavius, были выделены в отдельный род Sapajus.

## Статус популяции
Вид крайне редок, ареал очень ограничен и фрагментирован. Международный союз охраны природы присвоил виду охранный статус «На грани вымирания». Считается, что в дикой природе осталось всего около 180 особей.